# کوپیلووتسی (استان مونتانا)
کوپیلووتسی (به بلغاری: Kopilovtsi) یک منطقهٔ مسکونی در بلغارستان است که در شهرستان گئورگی دامیانوو واقع شده‌است.